# 38a Mostra Internacional de Cinema de Venècia
La 38a Mostra Internacional de Cinema de Venècia es va celebrar entre el 2 i el 12 de setembre de 1981.

## Jurat
El jurat de la mostra de 1981 era format per:
- Italo Calvino (Itàlia) (president)
- Marie-Christine Barrault (França)
- Peter Bogdanovich (EUA)
- Luigi Comencini (Itàlia)
- Manoel de Oliveira (Portugal)
- Jesús Fernández Santos (Espanya)
- Mohammed Lakhdar-Hamina (Algèria)
- Sergei Soloviov (URSSR)
- Krzysztof Zanussi (Polònia)

## Pel·lícules en competició
| Títol original                            | Director(s)                     | País de producció |
| ----------------------------------------- | ------------------------------- | ----------------- |
| Beyroutou el lika                         | Borhane Alaouié                 | Líban             |
| Postřižiny                                | Jiří Menzel                     | Txèquia           |
| Sjećaš li se Dolly Bell                   | Emir Kusturica                  | Iugoslàvia        |
| Pad Italije                               | Lordan Zafranovic               | Iugoslàvia        |
| La caduta degli angeli ribelli            | Marco Tullio Giordana           | Itàlia            |
| Bosco d'amore                             | Alberto Bevilacqua              | Itàlia            |
| Les Jeux de la Comtesse Dolingen de Gratz | Catherine Binet                 | França            |
| Chaalchitra                               | Mrinal Sen                      | Índia             |
| Kargus                                    | Juan Minon i Miguel A. Trujillo | Espanya           |
| Die bleierne Zeit                         | Margarethe von Trotta           | Alemanya          |
| Le occasioni di Rosa                      | Salvatore Piscicelli            | Itàlia            |
| Prince of the City                        | Sidney Lumet                    | Estats Units      |
| Silvestre                                 | João César Monteiro             | Portugal          |
| Sogni d'oro                               | Nanni Moretti                   | Itàlia            |
| Piso pisello                              | Peter Del Monte                 | Itàlia            |
| Eles não usam black tie                   | Leon Hirszman                   | Brasil            |
| True Confessions                          | Ulu Grosbard                    | Estats Units      |
| A Zsarnok Szive                           | Miklós Jancsó                   | Hongria           |
| Forfølgelsen                              | Anja Brejen                     | Noruega           |
| Zvezdopad                                 | Igor Talankin                   | Unió Soviètica    |

## Premis
En la 38a edició es van atorgar els següents premis:

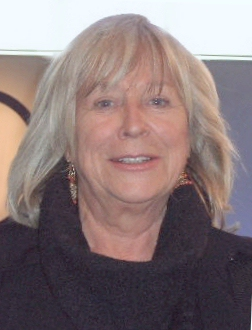
Margarethe von Trotta, Lleó d'Or a la Millor Pel·lícula

### Selecció oficial
En competició
- Lleó d'Or - Die bleierne Zeit de Margarethe von Trotta
- Premi Especial del Jurat:
  - Sogni d'oro de Nanni Moretti
  - Eles não usam black tie de Leon Hirszman
- Lleó de Plata - Sjećaš li se Dolly Bell d'Emir Kusturica
- Millor actriu (assignada, però no Copa Volpi[5]) - Barbara Sukowa i Jutta Lampe (Die bleierne Zeit)

### Premis col·laterals
- Premi FIPRESCI[6]
  - Die bleierne Zeit de Margarethe von Trotta
  - Eles não usam black tie de Leon Hirszman
  - Sjećaš li se Dolly Bell d'Emir Kusturica